# Nguyễn Quy Nhơn
Nguyễn Quy Nhơn (sinh 1955) là một Thiếu tướng Quân đội nhân dân Việt Nam, nguyên Phó Tư lệnh Quân khu 5 (2010–nay), đại biểu Quốc hội Việt Nam khóa XII, thuộc đoàn đại biểu Quảng Nam.

## Thân thế và sự nghiệp
Ông sinh ngày 16 tháng 2 năm 1955, quê tại Đại Hiệp, Đại Lộc, Quảng Nam
Ông từng giữ chức vụ Chỉ huy trưởng Bộ Chỉ huy quân sự tỉnh Quảng Nam
Năm 2010, bổ nhiệm giữ chức Phó tư lệnh Quân khu 5
Tháng 4 năm 2015 ông nghỉ hưu
Thiếu tướng (2008)